# Alain Castets
Pour les articles homonymes, voir Castets.
Alain Castets, né le 25 juin 1944 à Vientiane, au Laos, est un poète, essayiste et revuiste français.

## Biographie
Il a douze ans quand il quitte avec sa famille le Vietnam, après la bataille de Điện Biên Phủ. Il est reçu à l’École Normale d’instituteurs de Paris puis continue ses études en Sorbonne. Il écrit ses premiers poèmes à 16 ans et sa rencontre avec Gérard Cléry, à 18 ans, en 1962, est décisive. Il publie en 1964 ses premiers poèmes dans la revue Strophes.
En 1965, tout juste majeur, après un voyage à Moscou où il fait signer une pétition pour la liberté de mouvement, il rejette le stalinisme et adopte la problématique du surréalisme : changer la vie, transformer le monde. De 1966 à 1976, il suspend l’écriture poétique pour se lancer dans les luttes sociales.
Après avoir obtenu sa licence d’Histoire, il devient professeur à Paris, puis à Créteil, et il occupe de multiples responsabilités syndicales, locales et nationales.
En 1983, il rencontre ou participe à quelques revues dont Mot pour mot de Mathias Lair qui anime le Syndicat des Écrivains de Langue Française.
En 1984, il poursuit, sans succès de son point de vue, ses contacts avec ce qui reste du mouvement surréaliste. Simultanément, il rencontre Guy Chambelland, qui édite son livre Chant d’espèce, et avec qui il noue la relation qui lui permettra d'écrire ultérieurement Guy Chambelland, du mythe au langage de l’ontologie. En 1994 ce dernier l’investit comme président de son association de poètes Le Pont de l'Épée. Après le décès de Guy Chambelland en janvier 1996, il participe à la fondation de la Librairie Galerie Racine. Il consacre son temps à la composition de la revue Les Hommes sans épaules.
Courant 2000, cofondateur du mouvement collectif clarté-poésie, avec Simonomis, Jean-Pierre Desthuilliers et quelques autres, il stigmatise la novpoésie, dont il pense qu'elle identifie abusivement la poésie contemporaine à des objets langagiers abstraits sans consistance, et à l’élimination du champ de la poésie du sujet et du sentiment. Ce collectif est rejoint et soutenu par plus d’une centaine de groupements poétiques. La première et la seconde Assemblée Nationale de poètes sont un succès.
En 2003, avec Mireille Disdero (écrivain aux éditions du Seuil et poète), il devient cofondateur des Éditions Alba et de la revue poétique Les Cahiers de l’Alba qui, de 2003 à 2005, publiera 7 numéros. Aux Éditions Alba, Alain Castets et Mireille Disdero ont publié les poètes Simonomis, Keltoum Staali, Ludovic Kaspar...

## Publications

### Publié en revues
- Questions de voix premiers poèmes, 1961-1965...
- Vivants magnifiques, 1977
- Chants du Paradis, 2009[4]

### Publié en librairie
- Chant d’espèce, collection Le Pont de l'Épée, Guy Chambelland, 1985
- Le Manifeste de Rosa Solhume, Soleil humain soleil, livre d'art illustré par Guy Roussille, chez l’auteur, 1990
- La force du strombe, collection Le Pont sous l'Eau, Guy Chambelland, 1994
- Carnets d’Enclume, Librairie Galerie Racine, 1997
- Guy Chambelland, du mythe au langage de l’ontologie, Librairie Galerie Racine, 2000* Lettres orphiques à l’être-univers, Alba, 2005
- Contribution à Jean Nicolas Arthur Rimbaud (poèmes), éditions L'Harmattan, 2005
- le TAO et son pouvoir d’amour, une nouvelle interprétation du Dao de jing de Lao Tseu / Lao Zi, avec 32 pages de commentaires préliminaires, édition Le Souffle d'Or, Gap, mars 2012, couverture de Sandrine Bouet  (ISBN 978 2 84058 436 0)

## Pour approfondir